# Daniel Levy (fodboldfunktionær)
 For alternative betydninger, se Daniel Levy. (Se også artikler, som begynder med Daniel Levy)
Daniel Phillip Levy (født 8. februar 1962) er en britisk forretningsmand og nuværende bestyrelsesformand for fodboldklubben Tottenham Hotspur.
Han er født i den engelske by Essex og har læst økonomi på Sidney Sussex College i Cambridge. Han er medstifter af investeringsfirmaet ENIC International Ltd., der i 2001 opkøbte aktiemajoriteten i Tottenham Hotspur, i hvilken forbindelse han overtog posten som bestyrelsesformand i klubben, hvilket gør Levy til den længst siddende bestyrelsesformand i Premier League.
Levy er gift med sin tidligere assistent Tracy Dixon. Sammen har de fire børn.